# معادله غیر خطی شرودینگر
معادله غیر خطی شرودینگر (Nonlinear Schrödinger equation - NLS) نوع غیر خطی معادله شرودینگر است که در فیزیک نظری کاربرد دارد.
معادله غیر خطی شرودینگر یک معادله دیفرانسیل با مشتقات پاره‌ای است:

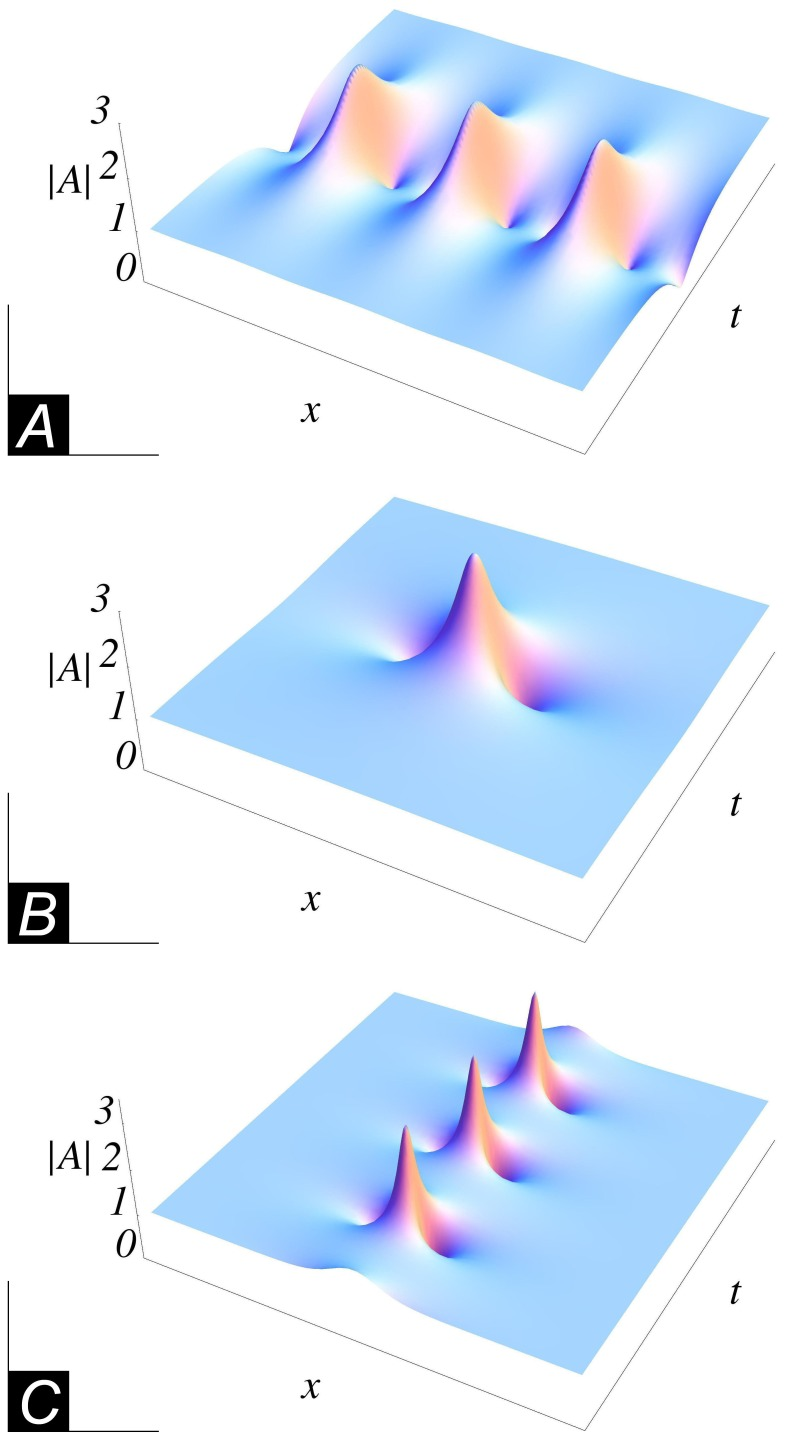
نمایی از طرح‌وارهٔ تحلیل معادلهٔ غیر خطی شرودینگر

{\displaystyle i\partial _{t}\psi =-{1 \over 2}\partial _{x}^{2}\psi +\kappa |\psi |^{2}\psi }
که ψ میدان مختلط است.